# 919-те крило спеціальних операцій (США)
919-те крило спеціальних операцій (США) (англ. 919th Special Operations Wing) — військове формування, авіаційне крило сил спеціальних операцій Повітряних сил США, які входить до складу резерву Командування спеціальних операцій Повітряних сил США для виконання різнорідних спеціальних операцій. Крило в мирний час приписано до 10-ї армії Резерву Повітряних сил з базуванням на авіабазі Дюк-Філд, у Флориді. У воєнний час або в разі необхідності, коли частина приводиться в бойову готовність, її передають 1-му крилу спеціальних операцій Командування спеціальних операцій ПС.

## Склад
- 2-га ескадрилья спецоперацій (Гарлбарт Філд, Флорида);
- 5-та ескадрилья спецоперацій (Гарлбарт Філд, Флорида);
- 711-та ескадрилья спецоперацій (Дюк-Філд, Флорида).